# Ewa Bonacka
Felicja Zofia Ewa Bonacka (* 28. Dezember 1912, Kosjatyn; † 23. Oktober 1992 in Warschau) war eine polnische Schauspielerin und Regisseurin.

## Leben
Ewa Bonacka war von 1929 bis 1930 am Polnischen Theater in Kattowitz engagiert, dann am Theater in Lemberg und von 1935 bis 1939 am Warschauer Teatr Ateneum. Von 1946 bis 1948 spielte sie am Theater der polnischen Armee in Lodz. Von 1949 bis 1974 wirkte sie als Schauspielerin und Regisseurin am Nationaltheater in Warschau. Sie spielte hier unter anderem die Muza in Stanisław Wyspiańskis Wyzwolenie (1958), die Frau Dobrójska in Aleksandr Fredros Śluby panieńskie (1963) und die Idalia in Juliusz Słowacki Fantazy (1960).
Als Regisseurin führte sie unter anderem am Volkstheater Guilherme Figueiredos Der Fuchs und die Trauben (1959), am Dramatikertheater Jan Potockis Parady (1958) und am Krakauer Słowacki-Theater Federico García Lorcas Dna Rosita (1970) auf. Unter dem Pseudonym Feliks Ostrow veröffentlichte sie das Stück Spotkanie po wojnie. Als Filmschauspielerin debütierte sie 1936. Sie wirkte außerdem als Regisseurin, Drehbuchautorin und Übersetzerin an zahlreichen Fernsehfilmen mit.